# Droste Verlag
Der Droste Verlag ist ein deutscher Buchverlag mit einem Schwerpunkt auf Reise- und Ausflugsliteratur. Sein Sitz ist in Düsseldorf. Er wurde 1933 von Heinrich Droste gegründet.

## Geschichte
Der Wirtschaftsjournalist Heinrich Droste gründete 1921 einen Zeitungsverlag unter dem Namen Industrie-Verlag und Druckerei AG in Düsseldorf. In diesem erschien u. a. der Düsseldorfer Stadt-Anzeiger.
1933 gründete er den heutigen Buchverlag und startete mit einem Bestseller: Die Feuerzangenbowle von Heinrich Spoerl, die zuvor in der verlagseigenen Tageszeitung Der Mittag als Fortsetzungsroman abgedruckt wurde, war der erste Titel des Verlags und ist bis heute in zahlreichen Auflagen erschienen. Weitere Autoren der Anfangszeit waren u. a. Hans Müller-Schlösser und Alfred Schmidt-Hoepke. Trotz Heinrich Drostes NSDAP-Parteimitgliedschaft herrschte im Verlagshaus ein liberales Klima vor. Nach dem Verbot der KPD-Zeitung Freiheit und der Volkszeitung (SPD) übernahm der Verlag die Schriftsetzer und Drucker jener Blätter. Die Schwester von Droste, Hulda Pankok, war Lektorin des Verlages. In der Zeit des Nationalsozialismus wurden im belletristischen Bereich fast ausschließlich ausländische Autoren verlegt. Zum Teil betraute man im Ausland Juden mit Werkübersetzungen. Von 1936 bis 1969 firmierte der Verlag unter dem Namen Droste Verlag und Druckerei KG.
Nach dem Zweiten Weltkrieg entwickelte sich der Verlag unter der Federführung von Hulda Pankok zu einem führenden Verlag für politische und zeitgeschichtliche Literatur. Wegweisende Werke von u. a. Alan Bullock (Hitler. Eine Studie über Tyrannei) und Fritz Fischer (Griff nach der Weltmacht). Biografien und Memoiren über Persönlichkeiten wie Charles de Gaulle, Werner Forßmann, Claus Schenk Graf von Stauffenberg und Manfred von Ardenne wurden verlegt. Im belletristischen Bereich wurden bekannte Autoren  Hugo Hartung, Irmgard Keun, Alexander Spoerl und Ehm Welk publiziert.
Nach dem Tod von Heinrich Droste 1958 übernahm Sohn Manfred Droste († 2021) die Geschäfte und seit 1970 trägt der Droste Verlag den Namen Droste Verlag GmbH. In dieser Zeit stellte sich der Verlag breit auf und publizierte ein vielfältiges Programm. So veröffentlichte er Bildbände, etwa  mit Eugen Roth und Hans Habe, und übernahm in dieser Zeit den angesehenen Fotoverlag Wilhelm Knapp.  Das politische und zeitgeschichtliche Programm wurde in enger Zusammenarbeit mit wissenschaftlichen Einrichtungen wie der Kommission für Geschichte des Parlamentarismus und der politischen Parteien, dem Bundesarchiv, der Konrad-Adenauer-Stiftung, der Bundeszentrale für politische Bildung und dem Heinrich-Heine-Institut ausgebaut. Autoren wie Stephan Harbort, Sonja Bernadotte, Avi Primor, Joachim Bitterlich, Walter Brune und Walter Riester verlegten ihre Bücher bei Droste. Einen immer größeren Schwerpunkt nahm bereits in dieser Zeit die Regionalliteratur ein und insbesondere Ausflugs- und Wanderführer. Bekannte Autoren im Verlagsprogramm waren in diesen Jahren etwa Dorothee Achenbach, Jens Prüss,  Lotte Minck, Cornelius Hartz, Manuel Andrack, Esther von Krosigk und Michael Moll.
2002 wurde Felix Droste Geschäftsführer, 2015 stieg Jürgen Kron als Geschäftsführer in den Düsseldorfer Verlag ein und 2021 Tilman Droste. Sie entwickelten eine neue Form der Reiseliteratur mit besonders schön und emotional gestalteten Büchern, in denen Ausflüge, Wander- und Radtouren oder auch Tipps für besondere Tage den Leser überraschen sollen.

## Programm
Der Droste Verlag verlegt im weitesten Sinne Bücher für schöne Momente und außergewöhnliche Tage. In der Reihe „Glücksorte“ werden von den Autoren besondere Orte außerhalb der üblichen touristischen Sehenswürdigkeiten vorgestellt, die durch ihren emotionalen Charme überraschen. Die Reihe umfasst im Jahr 2023 weit über 200 Bände mit zahlreichen Neuauflagen. Die beiden Reihen „Wandern für die Seele“ und „Radeln für die Seele“ stellen Touren vor, bei denen der Genuss der Landschaft im Mittelpunkt steht. Von diesen beiden Reihen sind bis 2023 rund 100 Bände erschienen, viele davon in überarbeiteten Auflagen. Daneben gibt es noch Reihen, um Städte zu Fuß zu erkunden oder Weinorte zu erkunden.
Der Verlag konzentrierte sich bei seinen Reihen zunächst auf die engere regionale Umgebung, so sind die jeweils ersten Bände zu Orten im Ruhrgebiet oder am Niederrhein erschienen. Seit 2017 publiziert er darüber hinaus zu Städten und Regionen in ganz Deutschland, seit 2020 weltweit.
Im wissenschaftlichen Bereich ist der verlag weiter aktiv, so publiziert er etwa verschiedene Reihen der Kommission für Geschichte des Parlamentarismus und der politischen Parteien sowie Publikationen des Bundesarchivs, zuletzt die Gesamtausgabe der Schriften von Walter Rathenau.

## Sonstiges
Der Droste Verlag ist Mitglied im Börsenverein des Deutschen Buchhandels und engagiert sich insbesondere in der IG Regionalia, deren Sprecher Jürgen Kron ist. Er ist eng mit dem Grupello Verlag verbunden, der von den gleichen Geschäftsführern geleitet wird.